# Cases Barates (Premià de Mar)
Les Cases Barates és una obra de Premià de Mar (Maresme) protegida com a Bé Cultural d'Interès Local.

## Descripció
Es tracta d'un conjunt d'habitatges unifamiliars en filera que consten d'una sola crugia amb escala lateral de dos trams. Tenen jardí davanter i pati posterior. La coberta és de teula àrab a dues vessants.
A la planta baixa hi ha dues obertures amb llinda decorada. A la planta primera hi ha una finestra central i decoració continua.

## Història
La construcció d'aquestes cases és anterior a la dictadura de Primo de Rivera, són habitatges de protecció estatal, per això se les anomena les "cases barates".